# Akim Gagnon
Akim Gagnon est un réalisateur, écrivain et poète québécois né à Granby au Québec. Il est le frère de l'auteur-compositeur-interprète VioleTT Pi. Il est principalement réputé pour sa contribution à la réalisation de nombreux vidéoclips, notamment pour des artistes tels que son frère, Klô Pelgag, Ariane Moffatt et Philippe Brach.

## Biographie

### Premiers pas
Les débuts d'Akim Gagnon dans le domaine du cinéma remontent à 1996, année où il intègre l'École de théâtre Martin Gougeon. Il s'implique alors dans la production et la distribution du court métrage intitulé Mausolée 1957, une production qui peut être rapprochée du genre Conte pour tous. L'histoire présente un scénario où un garçon d'une grande turbulence est envoyé dans un pensionnat de jeunes filles en guise de mesure corrective.
En 2002, alors qu'il est élève à l'École secondaire l'Envolée, Gagnon est convié à écrire pour la rubrique La Voix des Jeunes dans le périodique local régional La Voix de l'Est. Il rédige un article traitant du métier d'entraîneur animalier.
En 2002, l'équipe d'improvisation de l'École Joseph-Hermas-Leclerc, à laquelle il appartient, participe au Mondial d'impro Éduc'alcool. Ce tournoi amical est organisé dans le cadre du Festival Juste pour rire.

### Aventure audiovisuelle
En 2008, il prend part à la deuxième édition de la Course Estrie, un concours qui associe sept jeunes aux sept municipalités régionales de comté de l'Estrie. Durant la saison estivale, chaque participant est chargé de concevoir deux films, à savoir un documentaire et une fiction, le tout avec une enveloppe budgétaire de 3000 $. Malgré sa qualification de talent précoce par les organisateurs, Gagnon remporte le prix INIS Émergence, assorti d'une bourse d'études de 2000 $.
En 2011, il prend en charge la réalisation du vidéoclip de la chanson USB interprétée par son frère, le chanteur VioleTT Pi. Ce clip est tiré d'un court métrage dont la bande sonore est constituée de l'intégralité de l'EP du même nom. Le comédien Antoine Bertrand y tient un rôle principal.
En 2013, il se voit confier la réalisation du vidéoclip de la chanson La fièvre des fleurs interprétée par la chanteuse Klô Pelgag. Les rôles principaux sont tenus par le danseur Dave St-Pierre, la chanteuse Joe Bocan et la comédienne Catherine de Léan.
En 2014, il collabore avec le chanteur Philippe Brach en tant que réalisateur pour le vidéoclip de la chanson Le matin des raisons. Le rôle principal est interprété par la comédienne Éve Landry.
En 2015, il réalise un documentaire parodique intitulé Les auditions pour le groupe de hip-hop québécois Dead Obies. Ce projet met en scène plusieurs personnalités, parmi lesquelles le comédien Joël Legendre et l'humoriste Phil Roy. La même année, il réalise sa première web-série intitulée Nouvelle administration. Cette série en ligne se déroule dans le Montréal de 2008 et suit les péripéties de Romie, gérante d'un café de quartier, et de son équipe alors qu'ils doivent faire face à des situations imprévisibles. 
En 2016, il prend les rênes de la réalisation du vidéoclip de la chanson Les tireurs fous interprétée par Ariane Moffatt. Avec une totale liberté artistique accordée par Moffatt, il opte pour un décor au sein d'un parc de maisons mobiles, une référence à ses propres souvenirs d'enfance. Le choix se porte sur le Domaine Le Marquis, situé dans l'arrondissement Saint-Hubert de la ville de Longueuil. Il est également sollicité par Tourisme Montréal, en compagnie d'autres réalisateurs locaux, pour contribuer à un projet. Chaque réalisateur doit créer un court métrage mettant Montréal de l'avant. Gagnon propose alors Concerto pour la main gauche, un film mettant en scène deux déménageurs, incarnés par les comédiens Bernard Fortin et Antoine Vézina, qui transportent un petit piano jusqu'à une femme de petite taille.
En 2018, il écrit le scénario et réalise son premier court métrage intitulé Fontaineblues. Ce film plonge dans la rencontre nocturne entre Clara et sa sœur Sara, qui s'est retirée dans la salle de bain de son appartement d'Hochelaga. Cette rencontre dévoile des instants empreints d'émotions et de réflexions profondes. Les rôles principaux sont incarnés par les comédiennes Christine Beaulieu et Rose-Anne Déry. Il dirigera également la réalisation de la web-série Le band et Sébastien.
En 2020, durant la pandémie mondiale de Covid-19, il participe à un concept virtuel organisé par le collectif Nice Try - belessai. Dans le cadre de ce projet, il est chargé d'écrire une œuvre en l'espace de 48 heures, en respectant une contrainte imposée : son texte doit s'inspirer de la dernière ligne du livre Nadja de l'écrivain et poète André Breton. Il crée alors un texte intitulé Lettre à mon premier ami, qui est ensuite narré par la comédienne Sophie Cadieux. L'ensemble est diffusé sur la page Facebook du collectif. De plus, Gagnon organise diverses diffusions en direct sur Facebook pour divertir le public, notamment La cuisine en compagnie de Kiki. Enfin, il concrétise son parcours en transformant un scénario de long métrage en un feuilleton radiophonique baptisé Le procès du siècle, un projet diffusé sur la plateforme Soundcloud.

### Aventure littéraire
En 2021, il publie son premier recueil de poésie et de nouvelles intitulé Jouer au pool d'une main et écrire de l'autre. Ce recueil, publié à compte d'auteur, connaît un tirage limité à 100 exemplaires, sans prévision de réimpression. Il est épuisé en moins d'une heure suivant sa mise en vente. La même année, il fait paraître également son premier roman intitulé Le cigare au bord des lèvres. Ce livre narre l'histoire d'un écrivain puisant son inspiration d'une déception amoureuse, usant de l'auto-dérision afin de relater des anecdotes à la fois émouvantes et comiques issues de sa vie quotidienne ainsi que de ses quêtes passionnées.
En 2022, il fait paraître son deuxième recueil, mêlant poésie, nouvelles et dessins, sous le titre Y va l'échapper l'bonhomme. Tout comme son précédent ouvrage, ce recueil bénéficie d'un tirage restreint de 150 exemplaires. 
En 2023, il publie son second roman intitulé Granby au passé simple. Ce livre explore le passé de l'auteur à Granby, offrant un aperçu des réalités de la vie dans une région ordinaire, tout en mettant en lumière l'évasion trouvée à travers l'expression créative.
En 2024, il fait paraitre son troisième recueil de poésie intitulé Deux pour un.
En mars 2025, il publie, La dèche, un autofiction où il brouille la frontière entre réalité et fiction.

## Œuvre

### Littérature
- 2023 : Granby au passé simple
- 2022 : Le cigare au bord des lèvres
- 2025 : La dèche

### Poésie
- 2024 : Deux pour un
- 2022 : Y va l'échapper l'bonhomme
- 2021 : Jouer au pool d'une main et écrire de l'autre

## Filmographie

### Réalisation

#### Clip musicaux
- 2020 : Albany d'Antoine Corriveau
- 2019 : Le monde est à plaindre de Rémi Chassé
- 2018 : Ça va d'Émile Bilodeau
- 2017 : Les animaux de Klô Pelgag
- 2015 : Les maladies du coeur de Klô Pelgag
- 2014 : La tête en marche d'Antoine Corriveau
- 2014 : Le matin des raisons de Philippe Brach
- 2014 : Rayon X de Klô Pelgag
- 2013 : Fleur de Londres de VioleTT Pi
- 2013 : Princesse carnivore de VioleTT Pi
- 2013 : La fièvre des fleurs de Klô Pelgag

#### Court métrage
- 2018 : Putsch
- 2018 : Démo 2000
- 2017 : Fontaineblues
- 2016 : Concerto pour la main gauche

#### Web-série
- 2018 : Le band et Sébastien
- 2015 : Nouvelle administration
- 2011 : Jeu de famille

### Scénariste
- 2022 : La balloune
- 2018 : Fontaineblues
- 2015 : Les maladies du coeur de Klô Pelgag
- 2014 : La tête en marche d'Antoine Corriveau
- 2014 : Le matin des raisons de Philippe Brach
- 2013 : Princesse carnivore de VioleTT Pi

## Liens
- Ressource relative à l'audiovisuel :   - IMDb
- « Akim Gagnon » (présentation), sur l'Internet Movie Database
- Biographie d'auteur aux éditions La Mèche